# The Virtues
The Virtues és una sèrie de televisió dramàtica del Regne Unit de 2019 escrita per Shane Meadows i Jack Thorne, protagonitzada per Stephen Graham, Niamh Algar i Helen Behan.
A FilminCAT, es pot veure subtitulat en català (VOSC).

## Argument
La vida de Joseph s'enfonsa quan el seu fill petit i la seva exdona es traslladen a Austràlia. Viatja a Irlanda a la recerca de la seva germana Anna, a la qual no ha vist en més de trenta anys. En fer-ho, descobreix un horrible incident del seu passat, el record del qual ha reprimit durant molt de temps.